# Señorío de Gandía
El Señorío de Gandía fue un título nobiliario concedido por Jaime II el Justo a su hijo, el infante Pedro de Aragón y Anjou, en 1323.
En 1359 lo heredó el hijo de este, Alfonso de Aragón el Viejo, llamado "el Viejo"; quien en el año 1399 recibe de Martín el Humano el título de duque de Gandía, elevando así el título de Señorío a Ducado Real.